# Sofia Engström

Sofia  Lovisa Engström, född 3 juli 1988 i Surahammar är en svensk ishockeyspelare. Hon spelar i Leksands IF och hade inför säsongen 2014/15 gjort 19 landskamper för Sveriges damlandslag i ishockey. Hon började spela ishockey när hon var sex år och spelade i killag till hon var 16 år. Då bytte hon till VIK Västerås damlag. 2007 blev hon värvad till Leksands IF och har spelat där sedan dess. Hon har varit lagkapten i laget sedan säsongen 2010/11 . 

## Meriter
- OS 2014: 4:a

## Klubbar
- Surahammars IF
- VIK Västerås Dam
- Leksands IF